# NGC 1817
NGC 1817 è un ammasso aperto visibile nella costellazione del Toro.

## Osservazione

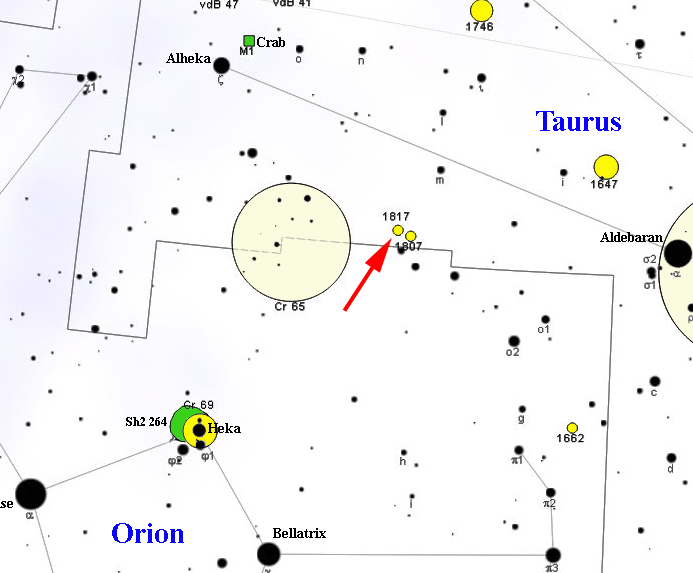
Mappa per individuare NGC 1817.

Si individua presso il confine con Orione, circa 8,5° ad est della brillante stella Aldebaran; fa coppia con NGC 1807, un asterismo situato pochi minuti d'arco a WSW. Può essere scorto come una debole macchia chiara già con un binocolo 10x50 e nelle notti più buie sono visibili sul suo bordo sudoccidentale due-tre deboli stelle; con un telescopio da 100mm di apertura si evidenziano una ventina di stelle fino alla magnitudine 12, in gran parte concentrate attorno alle due stelle più luminose, che appaiono di colore rosso. Con strumenti da 200mm di diametro sono visibili fino a una cinquantina di stelle.
La declinazione moderatamente settentrionale di quest'ammasso favorisce gli osservatori dell'emisfero nord, sebbene si presenti circumpolare solo a partire da latitudini elevate; dall'emisfero australe la sua osservazione risulta particolarmente penalizzata soltanto dalle regioni situate a elevate latitudini meridionali. Il periodo migliore per la sua osservazione nel cielo serale è quello compreso fra ottobre e marzo.

## Storia delle osservazioni
NGC 1817 venne individuato per la prima volta da William Herschel nel 1784 attraverso un telescopio riflettore da 18,7 pollici; suo figlio John Herschel lo riosservò in seguito e lo inserì poi nel suo General Catalogue of Nebulae and Clusters col numero 1030.

## Caratteristiche

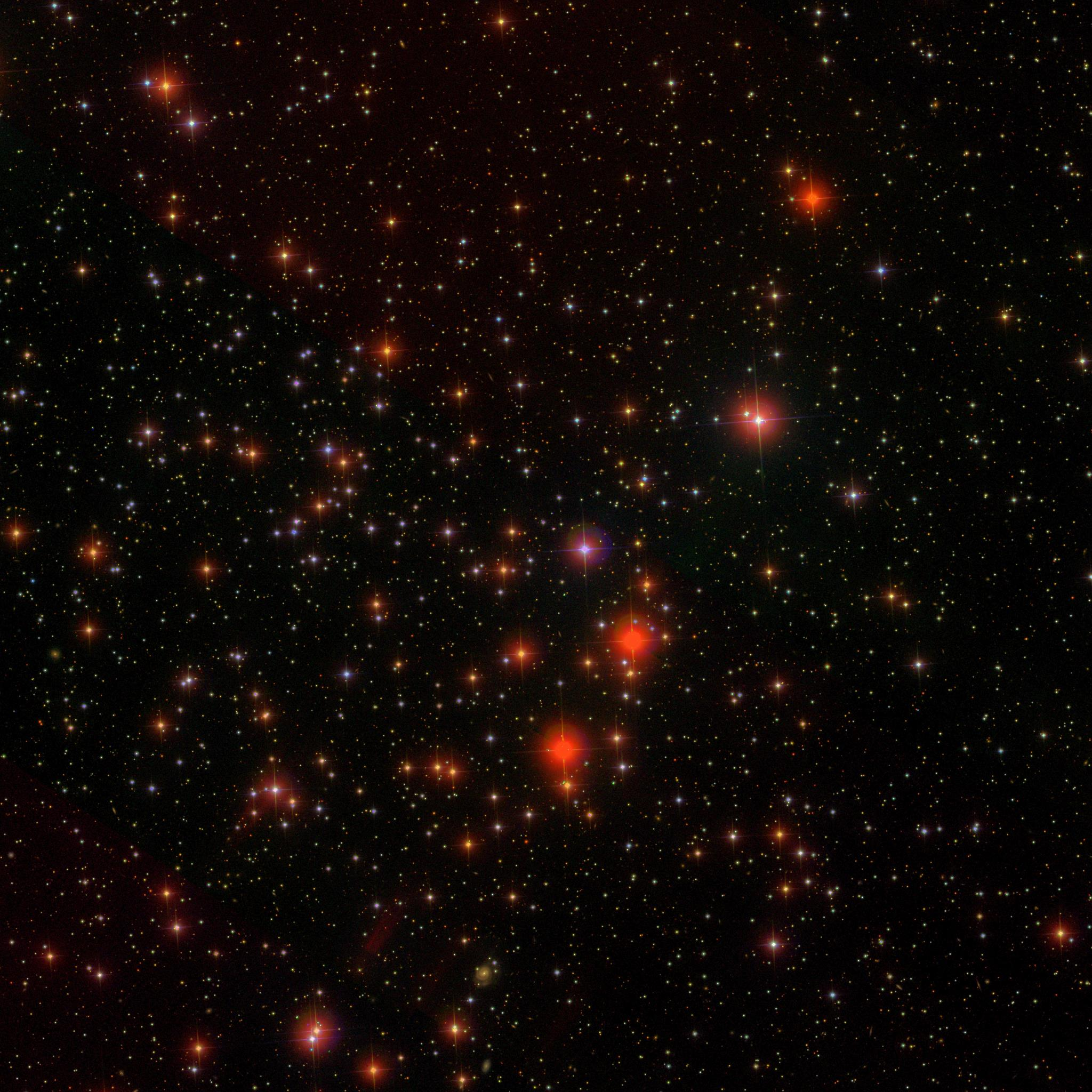
NGC 1817 (SDSS DR14)

NGC 1817 è un ammasso piuttosto popolato, sebbene le sue componenti appaiano assai disperse; la sua distanza è stimata sui 1972 parsec (6430 anni luce) e ricade all'interno del Braccio di Perseo, più o meno in corrispondenza del Complesso nebuloso molecolare di Gemini OB1, anche se a una latitudine galattica molto elevata, trovandosi a circa 400 parsec dal piano galattico.
L'età di quest'ammasso, stimata attorno ai 410 milioni di anni, risulta essere simile a quello delle Iadi o del Presepe, sebbene la metallicità delle sue giganti rosse sia più bassa di quella degli altri due ammassi.
Studi astrometrici condotti nella regione di questo e del vicino NGC 1807, talvolta considerato come un ammasso gemello o un'appendice di NGC 1817, hanno definito una possibile popolazione di oltre 400 stelle per l'ammasso NGC 1817 e soltanto 14 stelle per NGC 1807. Successivi studi hanno dimostrato l'esistenza in quest'area di cielo di un solo grande ammasso aperto, coincidente con NGC 1817, mentre è stato impossibile determinare l'esistenza di NGC 1807, che quindi viene considerato come un semplice asterismo.